# Jürgen Prinz

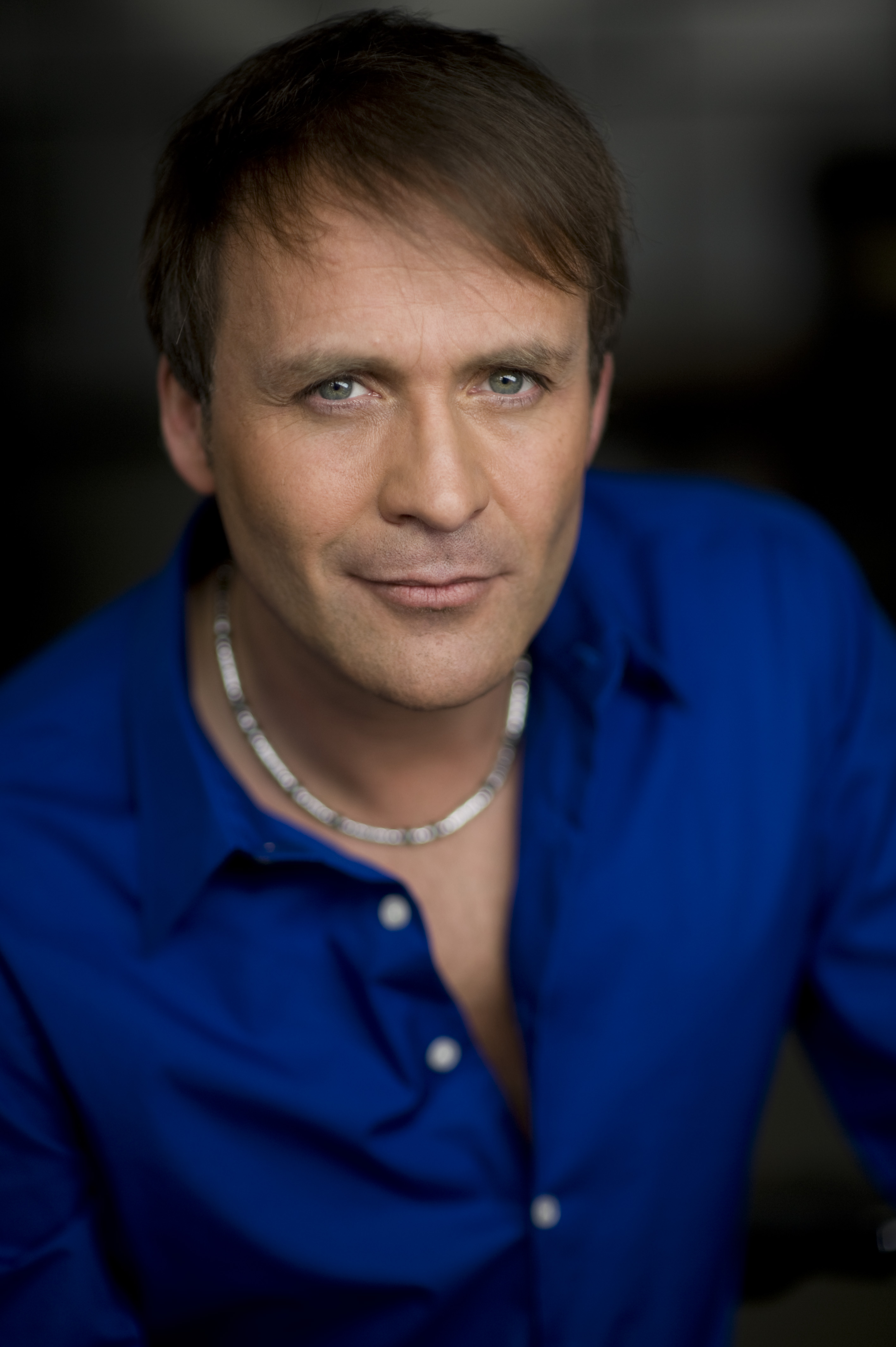
Jürgen Prinz, vor 2011

Jürgen Prinz  (* 22. Juni 1967 in Hermeskeil) ist ein deutscher Musiker, Sänger, Komponist, Texter und Musikproduzent.

## Leben
Als Sohn einer deutsch-französischen Verbindung wuchs er in einem Hotelbetrieb in der Nähe von Trier auf. Mit fünf Jahren begann er mit dem Unterricht für Klavier und Gitarre. Es folgten Musiktheorie, Schulorchester, Ausbildung zum Hotelkaufmann und Bilanzbuchhalter und Weiterbildung zum Toningenieur am SAE Institute in Köln.

## Musik
Prinz war Sänger und Keyboarder der Band Strangers. Weiterhin war er Sänger der Band Die Strandjungs. Die Band, unter dem Management von Udo Wehr und Wolfgang Kaminski, errang höchste Chart-Platzierungen mit Hits wie So heiß wie die Sonne, das deutsche Cover von Like Ice in the Sunshine oder Surfen auf dem Baggersee, Hilf mir Sonja, Kaffebraun und Mein kleines rotes Cabriolet, allesamt deutschsprachige Coverversionen von Liedern der Beach Boys.
Nach seinem Abschied als Sänger von den Strandjungs bei der ZDF-Sommerhitparade 2004 mit Dieter Thomas Heck veröffentlichte er sein erstes deutsches Solo-Album Traumfabrik mit Popsongs wie Du machst mich sommer oder Zeig mir wie du küsst.
2007 gründete Prinz den Musikverlag und das Label prinzmedia. Es folgten diverse Studioproduktionen und Projekte mit Künstlern wie Michael Mendl, Dana Schweiger, Manuel Sanchez, der Kinderoper der Bayreuther Festspiele und weitere. 2013 erweiterte Prinz Tonstudios um ein zweites Studio für Produktionen in High Definition Format, Aufzeichnungen von Live-Konzerten im 4K Ultra High Definition Format, Content-Aufbereitung, Soundtrack-Produktionen und mehr. Das Unternehmen produzierte bislang unter anderem für die Fernsehserien Edel & Starck und HeliCops, Udo Lindenberg und den Rockpalast.

## Diskografie

### Alben
- 2010: TraumfabrikEdel

### Singles
- 2010: Meine Traumfabrik
- 2010: Du machst mich sommer